# Nowe Borszyny
Nowe Borszyny (deutsch Neu Borschenen) ist eine nicht mehr bewohnte Ortsstelle in der polnischen Woiwodschaft Ermland-Masuren und liegt im Gebiet der Gmina Barciany (Landgemeinde Barten) im Powiat Kętrzyński (Kreis Rastenburg).
Nowe Borszyny liegt neun Kilometer nordwestlich der Stadt Kętrzyn (deutsch Rastenburg) und bestand ursprünglich lediglich aus einem großen Hof. 1874 wurde der kleine Ort ebenso wie der Nachbarort Alt Borschenen (heute polnisch Borszyny) in den neu errichteten Amtsbezirk Lamgarben (polnisch Garbno) im ostpreußischen Kreis Rastenburg eingegliedert. Ab etwa 1883 war Neu Borschenen nur noch ein Wohnplatz innerhalb der Gemeinde Borschenen.
Im Jahre 1945 wurde Neu Borschenen in Kriegsfolge mit dem gesamten südlichen Ostpreußen an Polen abgetreten und erhielt die polnische Namensform „Nowe Borszyny“. Der Ort wurde nicht mehr neu besiedelt und gilt heute als „opuszczony przysiółek wsi Borszyny“ („verlassener Weiler des Dorfes Borszyny“) innerhalb der Landgemeinde Barciany (Barten) im Powiat Kętrzyński (Kreis Rastenburg) in der Woiwodschaft Ermland-Masuren.
Bis 1945 war Neu Borschenen in die evangelische Kirche Lamgarben in der Kirchenprovinz Ostpreußen der Kirche der Altpreußischen Union sowie in die katholische Kirche Kętrzyn im Bistum Ermland eingepfarrt.
Zur Ortsstelle Nowe Borszyny führt lediglich ein kleiner Verbindungsweg von Borszyny aus.